# Théâtre sans toit
Le Théâtre sans toit est une compagnie française qui crée des spectacles de marionnettes.

## Histoire
(octobre 2018).
La compagnie a été créée en 1977 par des élèves de l'école Charles Dullin : Pierre Blaise, Grégoire Callies (ancien directeur du Théâtre Jeune public de Strasbourg), Nicolas Vidal (cofondateur de la compagnie Agitez le Bestiaire depuis 2000)
Catherine Sombsthay, Hélène Wertheim créent : « Le Roman de Renart », en 1984.
Un spectacle de marionnette chinoises grâce à l'enseignement du Maître chinois Li Tien Lu invité en France par Jean-Luc Penso.
Frédéric Marquis (sculpteur) et Joël Simon (musicien) rejoignent l'équipe.
Suivront les spectacles Grain de sel en Mer d’après Eugène Sue et Les aventures du petit père Lapin d'après Joel Chandler Harris avant Tout le cirque Magnifique d’après Petit Pioui, chien de cirque de Dorothy Kunharden 1989 au Théâtre national de Chaillot grâce à l’intérêt que porte Antoine Vitez à la marionnette.
Ce spectacle, lancé sous la direction d'Antoine Vitez sera proposé au public sous la direction de Jérôme Savary. En 1989, fort de ce succès et de le renommée de cet établissement, Pierre Blaise, né le 3 juillet 1954, devient directeur artistique et metteur en scène de la compagnie.
La compagnie quitte alors le giron du Théâtre national de Chaillot avec le spectacle Tout le Cirque Magnifique et parcourt les routes. Vingt ans et quinze spectacles plus tard, elle est domiciliée dans le Val d'Oise.
1984 – 1993, Les années de compagnonnage avec les théâtres nationaux.
Inauguration de la première saison du Théâtre de la Marionnette à Paris avec L’Homme Invisible d’après H.G Wells.
1994 – 2000, Les années de recherche et de partage artistique, dans un atelier à Romainville.
Création de Romance dans les Graves avec l'Ensemble Carpe Diem.
2001 – 2007, Les années de résidence à Argenteuil.
Développement du compagnonnage de jeunes artistes.
Ouverture d’un cycle de recherche en collaboration avec des compositeurs et musiciens.
Mise en scène des Castelets de Fortune par trois artistes autour de Pierre Blaise.
Représentations des Anges à l’Opéra Bastille et à l’Opéra de Lille, avec le chœur du Conservatoire de Musique de Persan.
2008 - 2009, Les années de « résidence alternée » dans le département du Val-d’Oise, avec l’Apostrophe-scène nationale de Cergy-Pontoise et du Val-d’Oise, le Festival Théâtral du Val-d’Oise, Argenteuil et dix autres communes.
Création de deux spectacles, dont Le Dernier Cri de Constantin.
Depuis 2010, En résidence à Gonesse, modélisation du Théâtre d’Art Appliqué.
Création de La Nuit, dont la composition musicale est confiée au groupe de musique électroacoustique Inouïe ;  d'Orphée aux Enfers ; de La Fontaine...
Fort de plus de trente ans de pratique, les spectacles du Théâtre Sans Toit sont joués dans toute la France, en Espagne, Italie, Autriche, Russie, États-Unis... 
Cette reconnaissance acquise, la pratique et la connaissance de la marionnette, l'élaboration progressive de méthodes pédagogiques permettent des temps forts particuliers de pratiques croisées entre professionnels, praticiens en amateur, médiateurs... ou curieux : 
Marionnettes, Territoires de création (2011), Ateliers Rudimentaires (2012, 2014).

## Types de marionnettes
Bunraku, marotte, marionnettes à gaines, autres objets : panneaux de toiles peintes, figures plates, inventions autour de la matière (pâte à pain)

## Spectacles
- 1984 : Le Roman de Renard], parodie des mœurs du Moyen Âge - marionnettes à gaines chinoises ;
- 1985 : Les aventures du petit père lapin d'après des contes populaires afro-américains de Louisiane - marionnettes à gaines ;
- 1986 : Grain de sel en mer - marionnette à gaine sur le thème de la mer et des pirates - 1986 ;
- 1989 : Tout le cirque magnifique] d'après Petit Pioui, chien de cirque de Dorothy Kunhardt - bunraku ;
- 1991 : L'homme invisible d'après le roman de Herbert George Wells - bunraku ;
- 1992 : Les habits neufs de l'Empereur', d'après l’œuvre d'Hans Christian Andersen - bunraku ;
- 1993 : Le petit remorqueur, inspiré de l'univers de Kasimir Malevitch - bunraku et panneaux de bois ;
- 1995 : Le monde à l'Envers, inspiré du mythe du monde inversé - bunraku et marionnettes de table ; 1995 ;
- 1996 : Fantaisies et bagatelles, inspiré des marionnette de Polichinelle, Colombine, Pierrot - marionnettes en volumes simples
- 1997 : L'illustre Fagotin, inspiré par Jean Brioché, montreur de marionnettes du début du XVIIe siècle - bunraku et marionnettes à gaines ;
- 1999 : 
  - La Nourrice du Hibou, spectacles à sketch marionnettiques dans le cadre d'un spectacle cabaret ;
  - A contrario, fables sur la naissance - marionnettes plates ;
- 2000 : Romance dans les graves, en collaboration avec l'ensemble Carpe Diem dirigé par Jean-Pierre Arnaud - d'après une nouvelle d'Anton Tchekhov Le Roman d'une contrebasse[2] ;
- 2002 : Les Castelets de fortune, triptyque sur des textes de Louis Edmond Duranty - 3 types de marionnettes ;
- 2003 : Les Anges, d'après un texte de Thierry Lenain, marionnettes pop-up[3] ;
- 2005 : 
  - Est-ce que les insectes qui volent se cognent entre eux parfois ou est-ce qu'il s'évitent toujours ?, adaptation d'un texte de Thierry Lenain, marionnettes de formes géométriques ;
  - Cailloux, spectacle musical avec Jean-Luc Ponthieux à la contrebasse, marionnettes et marionnettiste mime ;
  - D'entrée de jeu, librement inspiré de l’Odyssée de Dédale - marionnettes plates et paravent ;
- 2012 : La Nuit, spectacle sans parole pour musique et marionnette, marionnettes à gaines[4] ;
- 2014 : La Danse de Zadig, d'après Voltaire[5]
- 2016 : Cubix[6].

## Stages
Des stages sont organisés à destination des enfants et des adultes. Des préparations des enfants aux spectacles de la compagnie sont organisés à destinations des classes.